# 馬其頓的克麗奧佩脫拉
克麗奧佩脫拉（希臘語：Κλεοπάτρα，約前355年—前308年），馬其頓王國公主，後來嫁到伊庇魯斯成為王后。她是亞歷山大大帝唯一一位同父同母的親妹妹，在繼業者戰爭中地位舉足輕重，影響許多事件。

## 早年
克麗奧佩脫拉的父親是腓力二世，母親奧林匹亞絲出身伊庇魯斯摩羅西亞王室，其兄為亞歷山大大帝，除此之外她還有一些同父異母的兄弟姊妹，如腓力·阿里達烏斯、庫娜涅、帖撒羅妮加。
在母親奧林匹亞絲照顧下，克麗奧佩脫拉在馬其頓首都佩拉長大，生活與一般公主並無分別。前338年，當母親與父親腓力二世不合而怒返娘家伊庇魯斯，投靠奧林匹亞絲的兄弟亞歷山大一世，當時就連克麗奧佩脫拉的哥哥亞歷山大也離開馬其頓宮廷，流亡到伊利里亞，但克麗奧佩脫拉仍留在王都培拉。其後不久，腓力二世認為必須與伊庇魯斯結盟，便把克麗奧佩脫拉許配給伊庇魯斯的亞歷山大一世。前336年，一場盛大婚禮在馬其頓舊都埃格舉行，腓力二世被他的近身護衛官保薩尼亞斯刺殺，婚禮頓成悲劇。

## 伊庇魯斯王后
僅管發生了腓力二世遇刺的大事件，但這場婚姻沒有因為國王劇逝而失效，克麗奧佩脫拉於是與亞歷山大一世返回伊庇魯斯，成為他的王后。這段期間，這對新人倆共誕生了兩個孩子，兒子涅俄普托勒摩斯二世和女兒卡德米婭。雖然克麗奧佩脫拉已經遠離了馬其頓和娘家，但據信她仍與亞歷山大大帝保持緊密聯繫，在前322年時刻，遠征東方的亞歷山大大帝曾派人把一些戰利品送回來給她母親和一些親密的夥友，其中也送給一些禮物給妹妹克麗奧佩脫拉。
前334年，克麗奧佩脫拉的丈夫亞歷山大一世因應大希臘城邦塔蘭托的請求，率大軍渡過亞得里亞海來到義大利半島，前去對付數個義大利部族布魯蒂伊人、盧查尼爾人等，亞歷山大一世留下克麗奧佩脫拉於國內並讓她做為王國攝政。在前334年這段大規模歉收期間，克麗奧佩脫拉作為王國公家進口、出口穀物的簽字人，在一份利比亞昔蘭尼出土的銘文中，克麗奧佩脫拉曾從那裏簽收一筆50,000麥狹尼的穀物，並把剩餘的穀物用船運送到科林斯去，希臘那時正發生歉收。另外一方面，遠征義大利的亞歷山大一世接連攻占了赫拉克利亞、西旁托，並占領了康森提亞（Consentia）和特林（Terin），但他最後於前331年戰死於戰場上，留下幼子涅俄普托勒摩斯二世。
在克麗奧佩脫拉那個時期，根據伊庇魯斯的傳統如果丈夫早逝且兒子年幼的話，妻子將作為一家之長，這習俗不同於其他希臘人的傳統。因此，克麗奧佩脫拉成為王國的攝政。當亞歷山大一世的死訊傳到希臘，雅典人立即派遣一個使團去弔祭。此外，令人驚訝的是她似乎作為摩羅西亞人宗教祭典中的王家主辦者，她的名字被列入伊庇魯斯同盟節慶招待者（Theorodokoi）的名單內。克麗奧佩脫拉在這份名單中是唯一一位女性。

## 返回馬其頓
不久埃阿喀得斯繼承伊庇魯斯王位，而克麗奧佩脫拉的母親奧林匹亞絲因為在馬其頓與安提帕特鬧翻，也再度回到伊庇魯斯來，並擔當埃阿喀得斯的攝政。差不多在前324年，克麗奧佩脫拉回到馬其頓，過了不久遠在巴比倫的亞歷山大大帝過世了。
亞歷山大大帝驟逝對帝國造成很大的動盪，他並沒有留下一位強而有力的王位繼承者，亞歷山大的將軍們各個心懷鬼胎，心想如果能靠著王室聯姻必定能增強自己的勢力，而留著與亞歷山大大帝一樣血脈的克麗奧佩脫拉無疑是最佳人選，何況她現在單身且她也想再嫁。最先被克麗奧佩脫拉看上的是列昂納托斯，因此列昂納托斯興致匆匆率著軍隊準備要返回馬其頓，甚至向卡帕多細亞總督歐邁尼斯透露他想著透過這層婚姻增強勢力。不幸的是，未婚夫列昂納托斯在拉米亞戰爭中戰死。

## 繼業者戰爭
當時，帝國攝政佩爾狄卡斯相當顧忌安提帕特等馬其頓實力派將軍，而奧林匹亞絲跟安提帕特交惡，加上她認為那些割據要地的馬其頓總督們會威脅她年幼孫子亞歷山大四世未來的統治權，於是她與佩爾狄卡斯親好，很可能在她慫恿下讓克麗奧佩脫拉有意與佩爾狄卡斯結婚。然而，佩爾狄卡斯當時剛與安提帕特之女妮卡亞結婚不久，他在歐邁尼斯建言下離棄妮卡亞，決定接受克麗奧佩脫拉的婚約。另一方面，馬其頓的安提帕特和克拉特魯斯先前已經從流亡的弗里吉亞總督安提柯耳中聽到一些佩爾狄卡斯專橫的行為，安提帕特一得知佩爾狄卡斯和克麗奧佩脫拉訂婚並將妮卡亞棄婚，他們決定要與佩爾狄卡斯宣戰，這時埃及總督托勒密也與安提帕特等人聯繫並締結同盟，第一次繼業者戰爭爆發。
克麗奧佩脫拉此時已經從馬其頓來到小亞細亞，並停留在薩第斯。而佩爾狄卡斯知道戰事爆發，他決定先親自率領皇家軍隊進攻埃及，並命歐邁尼斯為小亞細亞各軍的統帥，負責阻止安提帕特和克拉特魯斯率軍渡過赫勒斯滂海峽來到亞洲，另外他還命歐邁尼斯帶些禮物給克麗奧佩脫拉並協談婚事事宜。歐邁尼斯在進軍赫勒斯滂弗里吉亞路上，他帶著一小搓人馬脫離大隊，特定到薩第斯去見克麗奧佩脫拉。此時，安提柯領著一小隊船隻登陸卡里亞，很可能卡里亞總督阿桑德早就決定加入反佩爾狄卡斯聯盟，而呂底亞總督米南德也加入其中，整個小亞細亞西南部包含愛奧尼亞都成為反佩爾狄卡斯的勢力。因為形勢變化得太快，當時還在薩第斯的歐邁尼斯根本不知道那裏的情況，身邊也沒有多少士兵，幸好在克麗奧佩脫拉即時告知下，歐邁尼斯逃離第斯城並躲過安提柯的追補。
遠征埃及的帝國攝政，同時也是克麗奧佩脫拉的未婚夫佩爾狄卡斯遭到軍隊嘩變，被刺殺身亡，結束第一次繼業者戰爭，反佩爾狄卡斯聯盟獲得勝利。在前321年的特里帕拉迪蘇斯分封協議中安提帕特被舉為新任帝國攝政，他率領大軍準備返回馬其頓，然而在小亞細亞，歐邁尼斯的軍隊並沒有承認戰敗，歐邁尼斯決定要趁著安提帕特回程時，準備在薩第斯附近與安提帕特決戰，但這個決定最後在克麗奧佩脫拉的建言下打消念頭。安提帕特於是在沒甚麼抵抗下來到薩第斯，他企圖控訴克麗奧佩脫拉與庫娜涅之死有關，但克麗奧佩脫拉不願低頭，她成功為自己辯護。

## 結局
克麗奧佩脫拉最後幾年被安提柯軟禁在薩迪斯城，並有安提柯的人馬負責監視。前309年，埃及的托勒密率領艦隊進佔希臘科林斯及愛琴海諸島，克麗奧佩脫拉因為不滿多年的軟禁生活，她成功與托勒密取得聯繫，並希望與托勒密結婚。這事終究被安提柯知道。前308年，在安提柯設計下，克麗奧佩脫拉被一些怨恨她的婦女所殺，安提柯隨即處死了那些行兇者，並為克麗奧佩脫拉舉辦一場隆重的王室葬禮。

## 腳註
1. ↑  J. E. G. Whitehorne, p. 57
2. ↑  J. E. G. Whitehorne, p. 60
3. ↑  Billows, Richard A 1990, p. 62
4. ↑  Billows, Richard A 1990, p. 63
5. ↑  Billows, Richard A 1990, p. 70
6. ↑  Billows, Richard A 1990, p. 114

## 來源
- J. E. G. Whitehorne, "Cleopatras"  （页面存档备份，存于）1994
- Billows, Richard A. . Berkeley: University of California Press. 1990.